# Jean Japart
Jean Japart, actif vers 1474-1481 et mort vers 1507, est un compositeur de l’école franco-flamande de la Renaissance, ayant travaillé et vécu en Italie.  Il fut apprécié en tant que compositeur de chansons et aurait été un ami de Josquin des Prés.

## Biographie
En dehors d’une courte période à la fin des années 1470, on ne connaît presque rien de la vie de Jean Japart.  Il est peut-être natif de Picardie. 
Entre 1474 et 1476, il fut au service des Sforza de Milan comme chantre au chœur, qui réunissait certains des meilleurs chantres de l’Europe, parmi lesquels Alexander Agricola, Loyset Compère et Johannes Martini.  Après l’assassinat de Galéas Marie Sforza en 1476, il quitta Milan comme la plupart des musiciens du chœur. 
Japart alla ensuite à Ferrare, où il trouva rapidement un emploi chez Ercole I d'Este.  Non seulement, il y devint l’un des chanteurs les mieux payés de la cour, mais le duc lui donna également une maison à Ferrare. Il quitta Ferrare vers 1481.  On perd sa trace par la suite.

## Œuvres
On connaît vingt-trois chansons de Japart. Une composition perdue de Josquin des Prés, Revenu d'oultrements, Japart, est souvent citée pour prouver que les deux compositeurs étaient des amis.  Si tel était le cas, ils se sont probablement rencontrés à Milan après 1481, puisque Josquin n’apparaît pas dans les documents avant 1484.
La musique de Japart a subi l’influence stylistique de celle de Busnois, un des compositeurs de cette première génération de polyphonistes des Pays-Bas connue sous le nom d’école bourguignonne. 
Il a été un pratiquant zélé du genre du quodlibet : l’entrelacement ingénieux de différentes chansons célèbres, citées par leur incipit et souvent aussi par leur mélodie.
Japart a également écrit des canons énigmes ; pour être en mesure d'exécuter la musique, les chanteurs étaient censés déchiffrer une partition codifiée.  Japart a notamment composé une chanson qui ne peut être interprétée que si une des voix est transposée d’un intervalle d’un douzième plus bas pour ensuite être chantée en rétrograde.  Lorsqu’un canon énigme est correctement résolu, les parties deviennent cohérentes, c’est-à-dire, sans violer les règles du contrepoint telles que décrites au XVe siècle dans les ouvrages de théoriciens comme Tinctoris. 
La musique de Japart était apparemment très populaire, car plusieurs de ses chansons ont été réimprimées par Petrucci au début du XVIe siècle et doivent leur large diffusion en partie grâce à cela. 
Une curiosité intéressante dans l’œuvre de Japart est l’unique chanson néerlandaise qui lui est attribuée, De tusch in busch, seulement pourvue d’un incipit en néerlandais.  Une autre source attribue la même composition avec un incipit différent, Tmeiskin was jonc, jonc wel van passe, à Jacob Obrecht.  Toutes les autres versions polyphoniques de De tusch in busch/Tmeiskin was jonc ont été notées sans paroles.